# Periode (geologi)
 For alternative betydninger, se Periode. (Se også artikler, som begynder med Periode)
En periode er en geokronologisk enhed i den geologiske tidsskala der kan variere fra 5 til 200 millioner år. Perioder samles i æraer og opdeles i epoker. 
Palæozoikum er en æra og opdeles i perioderne:
- Perm, (299 til 251 millioner år siden).
- Kultiden, (359 til 299 mio. år siden).
- Devon, (416 til 359 mio. år siden).
- Silur, (443 til 416 mio. år siden).
- Ordovicium, (488 til 443 mio. år siden).
- Kambrium, (542 til 488 mio. år siden).

Perm opdeles i epokerne:
- Zechstein, (256 til 251 mio. år siden).
- Rotliegendes, (299 til 256 mio. år siden).

De bjergarter der dannes i løbet af en periode udgør en kronostratigrafisk enhed; system. Systemet Perm blev dannet i løbet af perioden Perm.